# Gesetz über den unmittelbaren Zwang bei Ausübung öffentlicher Gewalt durch Vollzugsbeamte des Bundes
Das Gesetz über den unmittelbaren Zwang bei Ausübung öffentlicher Gewalt durch Vollzugsbeamte des Bundes (UZwG) regelt die Anwendung unmittelbaren Zwangs bei Ausübung öffentlicher Gewalt durch Vollzugsbeamte des Bundes (Deutschland). In spezialgesetzliche Regelungen wird durch das Gesetz nicht eingegriffen. Für die Anwendung unmittelbaren Zwanges und die Ausübung besonderer Befugnisse durch Soldaten der Bundeswehr und verbündeter Streitkräfte sowie zivile Wachpersonen gilt nicht dieses Gesetz, sondern das UZwGBw.
Unmittelbarer Zwang im Sinne des Gesetzes „ist die Einwirkung auf Personen oder Sachen durch körperliche Gewalt, ihre Hilfsmittel und durch Waffen“ (§ 2 des Gesetzes). Unter körperlicher Gewalt ist dabei jede unmittelbare körperliche Einwirkung auf Personen oder Sachen zu verstehen, unter Hilfsmitteln der körperlichen Gewalt insbesondere Fesseln, Wasserwerfer, technische Sperren, Diensthunde, Dienstpferde und Dienstfahrzeuge. Als Waffen bezeichnet das Gesetz dienstlich zugelassene Hieb- und Schußwaffen, Reizstoffe und Explosivmittel.
Unmittelbarer Zwang stellt eines der Zwangsmittel der Verwaltungsvollstreckung dar, die dazu dienen, hoheitliches staatliches Handeln im Bereich des Verwaltungsrechts, insbesondere der Gefahrenabwehr, aber auch der Strafverfolgung, Strafvollstreckung und in der Grenzsicherung durchzusetzen.
Bei der Anwendung unmittelbaren Zwanges ist insbesondere der Grundsatz der Verhältnismäßigkeit zu beachten (§ 4 des Gesetzes). Dieser Grundsatz bestimmt auch die näheren Regelungen zum Schusswaffengebrauch (insbesondere §§ 10, 12, 13 des Gesetzes). Die Anwendung von Schusswaffen ist nur in einer begrenzten Reihe von Anwendungsfällen zulässig, und auch dann nur, wenn andere Maßnahmen nicht erfolgversprechend sind.

## Unmittelbarer Zwang und staatliches Verwaltungshandeln
Verwaltungshandeln geschieht im Wesentlichen durch Anordnungen in einem Einzelfall (Verwaltungsakte).
Beispiel: Bei einer Sitzblockade ergeht an den Störer die Anordnung, sich von den blockierten Gleisen zu entfernen.
Wird diese Anordnung vom Adressaten nicht befolgt, stellt sich die Frage ihrer zwangsweisen Durchsetzung im Rahmen der Verwaltungsvollstreckung. Dabei gibt es grundsätzlich verschiedene Möglichkeiten. Mit einem Zwangsgeld kann auf den Adressaten des Verwaltungsakt eingewirkt werden, die getroffene Anordnung zu befolgen. Sofern dies keinen Erfolg verspricht oder der Zweck der Gefahrenabwehr die dadurch eintretende Verzögerung nicht zulässt, kann die Behörde zur Durchsetzung ihrer Maßnahme selbst tätig werden im Wege der Ersatzvornahme oder des unmittelbaren Zwangs. Die Anwendung unmittelbaren Zwangs ist also im Regelfall eine Folgemaßnahme zur Durchsetzung einer zuvor getroffenen Anordnung. (In Einzelfällen kann aus Zeitgründen ein vorheriger Verwaltungsakt nicht mehr ergehen, sondern wird sofort unmittelbarer Zwang angewendet: Ein Amokfahrer rast auf eine Menschenmenge zu. Ein Beamter stoppt das Fahrzeug durch Schüsse in die Reifen.)
Es gibt verschiedene gesetzliche Regelungstechniken, nach denen die Befugnisse zu den Ausgangsmaßnahmen und den Maßnahmen zu deren Durchsetzung geregelt werden. In den Polizeigesetzen der Länder werden sowohl die grundlegenden Befugnisse zur Gefahrenabwehr als auch die Befugnisse zur Durchsetzung der ergehenden Verwaltungsakte in einem Gesetz geregelt. Für die allgemeinen Sicherheitsbehörden ergeben sich die Befugnisse zu Ausgangsmaßnahmen aus verschiedenen Gesetzen, die Befugnisse zur Durchsetzung einschließlich der Anwendung unmittelbaren Zwangs sind dann zusammengefasst in Verwaltungsvollstreckungsgesetzen geregelt. Der Bund ist insoweit nochmals einen anderen Weg gegangen und hat neben dem Verwaltungs-Vollstreckungsgesetz speziell für die Anwendung unmittelbaren Zwangs ein gesondertes Gesetz erlassen.

## Gliederung des Gesetzes
Erster Abschnitt: Allgemeine Vorschriften über den unmittelbaren Zwang
§ 1 Rechtliche Grundlagen
§ 2 Begriffsbestimmungen
§ 3 Einschränkung von Grundrechten
§ 4 Grundsatz der Verhältnismäßigkeit
§ 5 Hilfeleistung für Verletzte
§ 6 Vollzugsbeamte des Bundes
§ 7 Handeln auf Anordnung
Zweiter Abschnitt: Besondere Vorschriften für Fesselung und den Gebrauch von Schusswaffen und Explosivmitteln
§ 8 Fesselung von Personen
§ 9 Zum Gebrauch von Schusswaffen Berechtigte
§ 10 Schusswaffengebrauch gegen Personen
§ 11 Schusswaffengebrauch im Grenzdienst
§ 12 Besondere Vorschriften für den Schusswaffengebrauch
§ 13 Androhung
§ 14 Explosivmittel
Dritter Abschnitt: Schlußvorschriften
§ 15 Notstandsfall
§ 16 Beamtenrechtliche Rahmenvorschrift
§ 17 Vollzugsbeamte im Land Berlin
§ 18 Verwaltungsvorschriften
§ 19 Berlin-Klausel
§ 20 Inkrafttreten